# Femsub

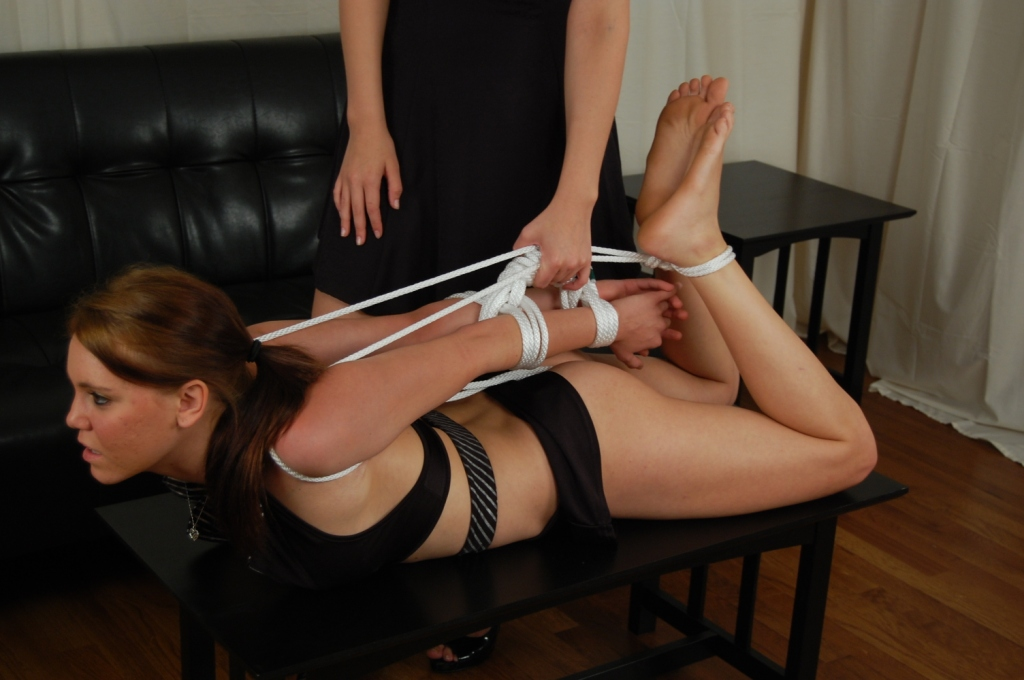
žena svázaná do kozelce

Femsub (zkratka z anglického female submission, tj. ženská submisivita) je označení pro tu část praktik BDSM, kde je žena submisivním partnerem. Obvykle je při takovýchto praktikách jejím partnerem dominantní muž, méně často dominantní žena. Submisivní žena je v českém prostředí často nazývána subinka nebo subka. Z pohledu submisivní ženy je napsána velká část erotické literatury, většinou tato díla skutečně píší ženy, a ženy také tvoří převážnou část jejich čtenářstva.
Nejčastějšími femsub praktikami jsou bondage, spanking a služka. Časté je také nošení obojku (dogplay). Kombinace femsub a maledom je vůbec nejčastějším typem BDSM.